# La Maison dans laquelle
La Maison dans laquelle (Дом, в котором...), paru en 2009, est un roman de l'auteure arménienne russophone Mariam Petrosyan.

## Thématiques
La Maison dans laquelle (en russe : Дом, в котором...), dépeint un étrange internat pour enfants et adolescents un peu spéciaux, qui vont vivre des aventures épiques, jusqu'à leurs dix-huit ans, l'âge de leur sortie. Là, ils seront confrontés à l’épreuve la plus douloureuse : retourner dans le monde et mettre fin à ces vies extraordinaires qu’ils se sont bâties. 
Cette perspective les terrorise,.
Dans ce roman, le thème de l'adolescence est central pour Mariam Petrosyan car, comme elle l'explique dans le journal espagnol  La Vanguardia : 

« Le monde de l’adolescence est moins agréable que celui de l’enfance, mais beaucoup plus intense et plus riche en émotions et en sentiments que celui des adultes. Le monde des adultes est ennuyeux. Les adolescents ont hâte de grandir, parce qu’ils croient que l’indépendance va leur apporter la liberté. Alors qu’en réalité, ils vont se retrouver dans une espèce de prison à vie, faite d’obligations et d’interdictions dont ils ne pourront sortir que lorsqu’ils auront atteint la vieillesse – pour les plus chanceux. […] »

« Quand j’ai commencé à décrire l’univers de La maison dans laquelle, j’avais à peu près le même âge que mes personnages. J'avais la tête pleine de ce que j’avais lu et des expériences insolites que j’avais vécues. De plus, je rejetais farouchement mon environnement. J’avais l’impression d’écrire à propos de quelque chose qui n’a rien à voir avec le monde réel. Et je vois aujourd’hui que le monde qui m’entourait se reflète dans mon roman. L’amitié, l’antipathie, la liberté et les contraintes, la bande, la capacité ou l’incapacité à se fondre dans un groupe, la peur de l’avenir… quand il m’arrive de rencontrer mes lecteurs, je vois bien que les questions qui les préoccupent sont les mêmes que celles qui me préoccupaient à l’époque. »

Le récit se concentre sur une dizaine de personnages. Parmi d’autres roulants (en fauteuil roulant), Fumeur est un des principaux narrateurs, dans la mesure où plus que d'autres il transite entre groupes et Sépulcre. Roux porte corset. Chacal Tabaqui est roulant et porte lunettes. Lord porte béquilles. Sauterelle est un sans bras au départ, puis pourvu de prothèses, mais toujours dépendant d'autrui pour de nombreux gestes quotidiens. Sphinx est sans bras et chauve. Chacun promène son monde mental - rêveries, obsessions, fantômes, cauchemars, jeux (regard brumeux, ouïe brumeuse, souvenir brumeux, inventions, collections, inscriptions...), mais chacun n'existe guère qu'en groupe, restreint ou élargi, le plus souvent en chambrée, mais aussi en clubs ou cercles (cuisiniers, poètes, culturistes, joueurs de cartes, astrologues, usuriers, sauteurs, tombants...). À un moment, une nouvelle Loi est établie, permettant d'inviter n'importe qui en chambrée, garçon ou fille, sous réserve de l'accord de la chambrée.
Tout se passe dans une Maison Grise, avec caves, greniers, étages, couloirs, chambres, croisements, réfectoire, «cafetière», salles d'eau, salles de soins, annexes. Et, pour ceux qui cherchent à tout savoir, ses Envers. Aussi, rares sont ceux qui en ont exploré les archives (depuis 1870). Tous parias, certains se revendiquent crevards pestiférés. « La Maison exige une forme d'attachement mêlé d'inquiétude » (p. 693). « Dans la Maison, le temps ne s'écoulait pas comme à l'Extérieur » (p. 918). À part de rarissimes tentatives d'évasion (parmi la centaine de pensionnaires), la communauté cherche à sanctuariser le territoire, par exemple en peignant les vitres donnant sur la rue. Les seules issues envisagées de cet «internat pour enfants handicapés», à 18 ans ou avant, semblent être la vie civile, l'asile, la morgue.

## Personnages
Seuls leurs surnoms importent :
- Enfants
  - Groupe 1, Les Faisans : Djinn, Arghoul, Nif, Naf, Nouf, Brioche, Tap, Pie, Baleine, Snif, Pisseur, Morveux, Glouglou, Caquet,
  - Groupe 2, Les Rats : Roux, Salomon, Mèche, Don, Viking, Macchab, Zèbre, Microbe, Macaque, Hybride, Ventre Blanc, Porc-épic, Rigolard, Miette, Moustique, Verdure, Feignasse,
  - Groupe 3, Les Oiseaux : Vautour, Démon, Chérubin, Dodo, Cheval, Papillon, Cher Ami, Guppy, Bulle, Beauté, Éléphant, Crochet, Ficus, Buisson, Max, Rex, Bouboule, Pleurnichard, Sportif, Casse-Pieds, Gorbatchev,
  - Groupe 4 : L’Aveugle, Sphinx, Chacal Tabaqui, Noiraud, Bossu, Lord, Larry, Le Macédonien, Gros Lard, Fumeur,
  - Groupe 5 : ?
  - Groupe 6, Les Chiens : Pompée, Laurier, Guenon, Babillard, Valet, Grand-duc, Tuk-Tuk, Gnome, Limace, Triton, Lapin, Étourdi, Trafic, Crochet, Poilu, Pustule, Loir, Pedigree, Crâne, Phare, Chauve-souris, Taré, Morse,
  - hors groupes constitués : Sauterelle, Magicien, Rousse, Loup, Mort, Chenu, Maure, Clou, Beauté, Blanc, Cheval, Crabe, Snif, Laurier, Macchab, Échidné...
  - anciens : Sanglier, Peuplier, Saure, Léopard (dessinateur/peintre),
  - quelques filles : Sorcière, Rousse, Mouche, Aiguille, Sirène, Gaby La Longue, Rate, Bédouine, Typhus, Femme à Chats, Pacotille, Chimère...
- Adultes
  - Requin, directeur de l'établissement, (et Le Vieux),
  - Jan, Janus, médecin, au Sépulcre,
  - des Araignées, hommes ou femmes, personnel médical sans doute,
  - des infirmières, dont Agatha, et des aides-soignant(e)s,
  - des professeurs anonymes, sauf Mastodonte, grâce à la Loi d'« intangibilité des professeurs et des éducateurs »,
  - des éducateurs, dont Écharde, Élan, Ralf le Noir, Shérif, Saurien ; et des éducatrices (dont Marraine, Petit Cœur, Brebis),
  - des Futons, hommes à tout faire et/ou gardiens, dont Homère : et des Volantes (dont Rate),
  - des anciens, dont Mère Anna (à l'époque de l’Hospice pour orphelins abandonnés), sœurs Maria et Ursula...

## Table des matières
- Préface : Un roman-maison (de Tristan Garcia)
- Livre premier : Fumeur
- Livre deuxième : Journal de Chacal
- Livre troisième : Les nids vides
- Épilogues

## Traductions
Le livre a été traduit en plusieurs langues :
- français : La Maison dans laquelle, Monsieur Toussaint Louverture,  Bordeaux, 2016, 960 pages,  (ISBN 9791090724921). Réédition poche, même éditeur, 2020, 1 074 pages  (ISBN 979-10-907-2492-1). Réédition en trois volumes, même éditeur, 2025,  (ISBN 9782381961965), 304/304/344 pages ;
- espagnol (La casa de los otros, 2015) ;
- polonais (Dom, w którym..., 2013) ;
- hongrois (Abban a házban, 2012) ;
- italien (La casa del tempo sospeso, 2011) ;
- danois (à paraître) ;
- macédonien (à paraître) ;
- letton (à paraître) ;
- anglais (The Gray House, 2017).

## Accueil
Le lectorat francophone est très favorable,,,, et fait appel aussi bien à Tim Burton qu'à William Golding.
Côté russe, les références vont plutôt au réalisateur Vitali Kanevski (Bouge pas, meurs, ressuscite (1990), Une vie indépendante (1992), Nous, les enfants du XXe siècle (1994). Il s'agit de regroupement d'enfants dans une structure éducative fermée, à la manière d'un Institut médico-éducatif (IMP), Institut médico-professionnel (SIFP) ou Institut thérapeutique, éducatif et pédagogique (ITEP), dans la mesure où ce sont tous des enfants, de 10 à 18 ans, rafistolés, éclopés, un zoo de monstres, malades et parfois mourants, dans un monde post-soviétique ou simplement contemporain, où l'on écoute Carlos Santana, Led Zeppelin, Iggy Pop, Yngwie Malmsteen.

## Récompenses et distinctions
Le livre a été publié en 2009, et devint immédiatement un best-seller. Il fut nommé et lauréat de plusieurs prix :
- 2009 : Big Book Russian National Literary
- 2010 : Russian Student Booker Award
- 2010 : Russian Literary Award du meilleur roman
- 2010 : nommé pour le NazBest Literary Award
- 2010 : nommé pour le prix Booker russe
- 2016 : meilleur livre de l'année du magazine Lire : catégorie Fantastique[8]